# Вагенер, Отто
Отто Вагенер (29 апреля 1888 — 9 августа 1971) — политический деятель нацистской Германии, краткое время — начальник штаба СА, затем какое-то время — экономический советник и доверенное лицо Адольфа Гитлера. В годы Второй мировой войны  генерал-майор вермахта.

## Биография
Сын промышленника, Вагенер родился в Дурлахе, окончил гимназию и затем стал армейским офицером. В 1916 году во время Первой мировой войны Вагенер был произведен в Генеральный штаб.
После войны Вагенер участвовал в планировании нападения на город Позен (ныне Познань в Польше), после провала которого вынужден был бежать в Прибалтику, чтобы избежать ареста. Там он объединил все ассоциации фрайкора в Германский легион и принял на себя руководство после того, как глава фрайкора Пауль Зиверт был убит. После возвращения в Германию принимал активное участие в деятельности фрайкора в Верхней Силезии, Саксонии и Рурской области.

В 1920 году изучал экономику и сумел расширить свои знания, путешествуя за границу. В 1929 году Вагенер вступил в Нацистскую партию (NSDAP) и штурмовые отряды (SA) по рекомендации своего старого товарища из фрайкора Франца Пфеффера фон Заломона. Вагенер смог использовать свою деловую хватку и связи в интересах нацистской партии и СА:
Вагенер использовал свои деловые связи, чтобы убедить сигаретную фирму производить сигареты «Sturm» для штурмовиков — это была «спонсорская» сделка, выгодная как фирме, так и казне СА. Штурмовикам настоятельно рекомендовалось курить только эти сигареты. Часть прибыли досталась руководству СА.
Занимал должность начальника штаба СА с октября 1929 года по декабрь 1930 года, то есть в течение нескольких месяцев после путча Штеннеса и до вступления в должность Эрнста Рема в качестве нового начальника штаба в начале января 1931 года. В 1933 году стал депутатом рейхстага.
В январе 1931 года Вагенер возглавил политико-экономический отдел НСДАП, а в сентябре 1932 года он был назначен личным экономическим советником фюрера. Гитлер назначил его рейхскомиссаром экономики с апреля по июнь 1933 года.

К концу 1930 или началу 1931 года Вагенер стал оказывать существенное влияние в национал-социалистической экономической политике. Как отмечал Патч (стр. 201-02):
В ходе конфиденциальных переговоров с Гитлером Вагенер сформулировал оригинальный набор приоритетов экономической политики, основанной на принципах корпоративизма и вождизма, и смог привлечь к НСДАП многих промышленных руководителей среднего звена и владельцев небольших заводов… [Конфиденциальный черновик Вагенера] рассматривал как идеал корпоративистский «союз компаний» (Werksgemeinschaft) и описывал работодателя как «фюрера» на его фабрике. Все споры по поводу заработной платы и условий труда должны были разрешаться в рамках «семьи» — отдельной компании в национал-социалистическом государстве будущего. Профсоюзы должны были нести ответственность только за профессиональное обучение.
Вагенер был заменен на должности комиссара по экономическим вопросам Вильгельмом Кепплером, поскольку он оказался замешан в «координационные» споры с лидерами промышленности после прихода национал-социалистов к власти в стране в январе 1933 года, вплоть до того, что он захватил власть в «Имперской ассоциации немецкой промышленности» с намерением закрыть её. Внутренние конфликты привели к судебному разбирательству против Вагенера в 1933 и 1934 годах по жалобе, поданной в партийный трибунал. После «Ночи длинных ножей» Вагенера ненадолго задержали. Тем не менее его реабилитировали, и он возобновил карьеру в армии.

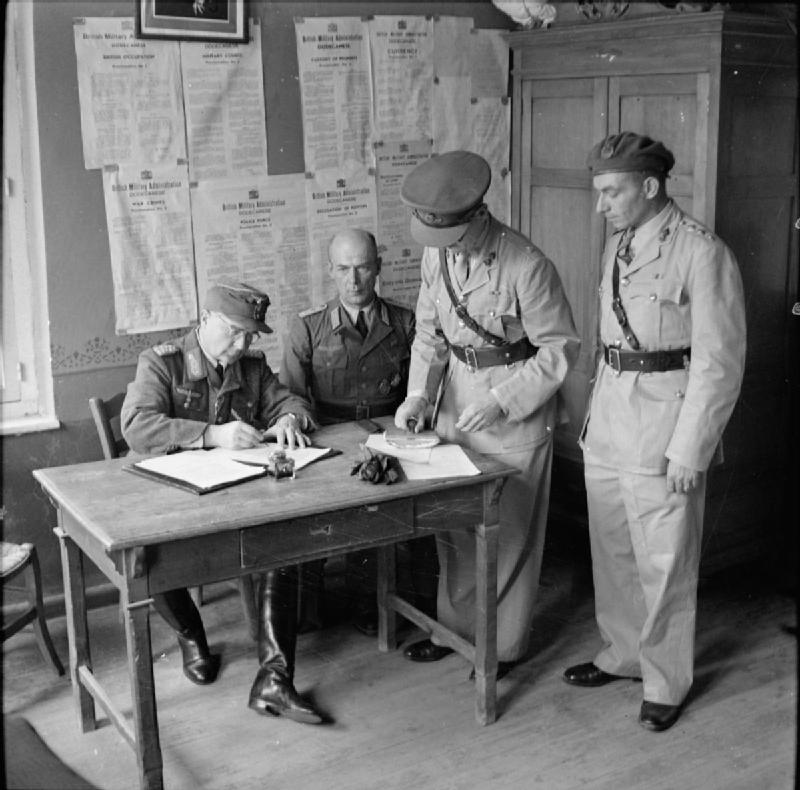
Вагенер подписывает документ о капитуляции немецких войск на Додеканесе перед британцами, 8 мая 1945 г.

Во время Второй мировой войны Вагенер служил на фронте, дослужился до генерал-майора и стал командиром дивизии. Как командовавший немецкими частями на Додеканесе, он лично ответственен за депортацию всех евреев (около 2000 человек) с островов Родос и Кос в Грецию 20 июля 1944 года, откуда их направили в Освенцим (из них до конца войны дожил только 151 человек). После войны Вагенер оказался сначала в британских, а затем, с 1947 по 1952 год, итальянских лагерях для военнопленных.
В 1946 году, находясь в руках британцев, Вагенер написал свои мемуары о Гитлере и ранней истории нацистской партии под названием «Hitler aus nächster Nähe. Aufzeichnungen eines Vertrauten 1929—1932» (известные на английском языке как «Гитлер: Мемуары доверенного лица»). Его книга была опубликована только через семь лет после его смерти, в 1978 году. Его мемуары в той или иной степени используются историками нацистской Германии.
Отто Вагенер умер в Киминге в 1971 году.

## Награды
- Железный крест 2-й степени 1914 г. [7]
- Железный крест 1-го класса 1914 г. [7]
- Орден Военных заслуг Карла Фридриха [7]
- Почётный партийный знак «Нюрнберг 1929» [8]
- 1939 г. Пряжка к Железному кресту 2-й степени [7]
- 1939 г. Пряжка к Железному кресту 1-й степени [7]
- Почётный крест Первой мировой войны 1914/1918 с мечами, [8]
- Шеврон старого бойца, 1934 г. [8]
- Рыцарский крест Железного креста, 5 мая 1945 г. в должности генерал-майора и командира дивизии на острове Родос[9] [10]

## Ссылка
- Обзор мемуаров в New York Times